# 島崎柳塢
島崎 柳塢（しまざき りゅうう、慶応元年5月4日（1865年5月28日） - 昭和12年（1937年）1月21日）は、日本の明治時代から昭和時代の日本画家。

## 略伝
江戸牛込で生まれる。本名は又輔、通称は友輔（本名説あり）、字は子文、別号に黒水漁史、湘々亭、栩々山人、春岡外史など。曽祖父は大田南畝の実弟・多田人成。父は酔山と号する清水赤城門下の漢学者で、東京では名門の一つとして知られていたという。幼少から父より漢学を学び、書は高田忠周に、詩を植村蘆洲に学び、小学生時代は夏目漱石と親しかった。明治12年（1879年）桜井謙吉に洋画を、竹本石亭に南画を学んだあと、松本楓湖に師事する。しかし、明治14年（1881年）第2回内国勧業博覧会で川端玉章の「浜離宮秋景図」を見て感動し、その門人となる。玉章主催の天真画塾で学ぶ傍ら、明治18年（1885年）『十八史略講義大全：鼇頭参説』を著す。同年から同25年（1892年）まで大蔵省印刷局に勤務し、製版印刷技術を身につける。この時紋様図案を熱心に研究したことが、後の風俗美人画でも活されることになる。
明治20年（1887年）頃から日本美術協会展などで作品を発表し始める。明治24年（1891年）村田直景・丹陵親子と、同塾の若手・福井江亭らと日本青年絵画共進会の創立に尽力する。翌年の同会主催の第1回青年絵画共進会では審査員に推挙され、その後も同会の指導者的存在だった。明治29年（1896年）三井呉服店から委嘱を受け、染色の意匠図案を手がける。同年発足した日本絵画協会にも参加し、有職故実に則した近世風俗画を発表するようになる。明治30年（1897年）の第3回絵画共進会では、「春園」で二等褒状を受ける。しかし、日本絵画協会が次第に東京美術学校の若手で占められるようになり、翌31年（1898年）望月金鳳らの呼びかけに応じて日本画会の設立に参加し、その幹部となる。以後、日本美術院には参加せず、むしろ旧派の日本美術協会へ移る。日本美術院の観念的理想主義に対し、自然主義を唱えた无声会結成に参加し、ここで力作を発表した。明治34年から翌年には同時代の女性を描いた画集『好美百態』を刊行する。明治40年（1907年）東京勧業博覧会では「美音」で最高賞の二等賞を受賞。明治45年（1912年）『柳塢半切畫集』を画報社から出版。文展には毎回出品したが、帝展改組後は関わりを持たなかった。昭和12年（1938年）日暮里の自宅で腎臓病により没した。享年72。

## 代表作
| 作品名           | 技法     | 形状・員数 | 寸法（縦x横cm）  | 所有者                                 | 年代                 | 落款・印章                                                 | 備考                                                                                       |
| ---------------- | -------- | ---------- | ---------------- | -------------------------------------- | -------------------- | ---------------------------------------------------------- | ------------------------------------------------------------------------------------------ |
| 末森陣之図       | 絹本著色 | 双幅       | 141.7x55.1（各） | 前田育徳会尊経閣文庫（成巽閣寄託資料） | 1882年（明治25年）   | 右幅：款記「柳塢平友輔」 左幅：款記「壬辰秋月 柳塢平友輔」 | 末森城の戦いの際、出陣する前田利家と籠城する奥村永福の様子を、それぞれ夫人中心で描いた作。 |
| 桜狩り           | 絹本著色 | 1幅        | 127x51           | 培広庵コレクション                     | 1907年（明治40年）   |                                                            |                                                                                            |
| 三世代婦女図     | 絹本著色 | 1幅        | 129.3x73.7       | 培広庵コレクション                     | 1907年（明治40年）頃 | 款記「柳塢」                                               |                                                                                            |
| 美音             |          | 1幅        |                  | 東京国立博物館                         | 1907年（明治40年）   |                                                            |                                                                                            |
| 春日少女         | 絹本著色 | 1幅        | 150.5x71.0       | 福富太郎コレクション                   | 明治末年             | 款記「柳塢」                                               |                                                                                            |
| 紅葉狩図（仮題） | 絹本著色 | 額1面      | 198.8x95.5       | 敦賀市立博物館                         | 1914年（大正3年）    | 款記「大正甲寅之春 柳塢」/「栩々亭主人」朱文方印           | 大作のため何らかの展覧会出品作か                                                           |
| 釈宗演像         | 絹本著色 | 1幅        | 204.0×106.5      | 東慶寺                                 | 1917年（大正6年）    |                                                            |                                                                                            |
| おないとし図     | 絹本著色 | 1幅        | 183.0×100.6      | 東京国立博物館                         | 大正時代             |                                                            |                                                                                            |